# SCCA-IgM
SCCA-IgM è l’acronimo che identifica l’immuno-complesso formato dall’antigene del carcinoma a cellule squamose (in inglese Squamous Cell Carcinoma Antigen - SCCA) e immunoglobuline M (IgM). Tale immuno-complesso fu scoperto nel 2005 come nuovo biomarcatore del tumore al fegato (epatocarcinoma). Da allora, SCCA-IgM è stato validato anche come marcatore di altre malattie epatiche, incluse l’epatite virale cronica, la cirrosi e la steato-epatite non-alcolica (in inglese non-alcoholic steato-hepatitis - NASH).

## Applicazioni

### Epatite C
Studi clinici hanno dimostrato che i livelli serologici di SCCA-IgM sono elevati in pazienti infetti con il virus dell'epatite C (HCV), e che il loro ulteriore aumento nel tempo è correlato all'evoluzione della malattia verso stadi più severi. Inoltre, in pazienti HCV-positivi i livelli di SCCA-IgM nel siero diminuiscono in caso la terapia anti-virale abbia successo.

### Cirrosi
Vari studi indipendenti hanno dimostrato che, in pazienti con cirrosi, il progressivo aumento nel tempo dei livelli sierici di SCCA-IgM è associato ad un maggior rischio di tumore al fegato. Inoltre, in pazienti cirrotici e HCV-positivi i livelli di SCCA-IgM diminuiscono in seguito ad un efficace trattamento anti-virale.

### Tumore al fegato
L'analisi dei livelli sierici di SCCA-IgM è utile per la prognosi e la diagnosi precoce di epatocarcinoma; inoltre, in base ai livelli di SCCA-IgM è possibile predire se il trattamento anti-tumorale avrà successo in un dato paziente.

### Steato-epatite non-alcolica
In pazienti con infezione da HCV, alte concentrazioni di SCCA-IgM nel siero sono correlate a presenza di NASH nel tessuto epatico. Inoltre, uno studio preliminare ha dimostrato che un algoritmo in grado di combinare i livelli di SCCA-IgM con altri dati clinici migliora la predizione di NASH in pazienti HCV-positivi.